# Mountain Throne
Mountain Throne ist eine deutsche Heavy-Metal- und Epic-Doom-Band aus Baden-Baden, die im Jahr 2009 gegründet wurde.

## Geschichte
Die Band wurde im Jahr 2009 von dem Gitarristen Andreas „A.“ Taller und dem Schlagzeuger Jochen „J.“ Müller gegründet. Im Jahr 2010 folgte über Cyclone Empire die erste EP Serpent’s Heathland, worauf die Band neben diesen beiden noch aus dem Sänger F. und dem Bassisten H. bestand. Im Oktober 2011 spielte die Band auf dem sechsten Hammer of Doom Festival in Würzburg. Ende 2013 folgte über Cyclone Empire das Debütalbum Stormcoven.

## Stil
Laut dem Gitarristen Taller im Rock-Hard-Interview wurde die Band stark durch den Metal der späten 1970er- und frühen 1980er-Jahre beeinflusst und nennt Gruppen wie Motörhead, Venom, Bathory und Black Sabbath als Einflüsse. Textlich behandelt die Band die Themen wie die Ablehnung von Religion, Sex, Literatur, Mythen und Legenden. Laut Stephan Möller  von metal.de spiele die Band auf Stormcoven eine Mischung aus Heavy- und Doom-Metal. Zudem seien auch Einflüsse aus Rock und Epic Metal hörbar.

## Diskografie
- 2010: Serpent’s Heathland (EP, Cyclone Empire)
- 2011: Crazy Train / Trumpets of Autumn (Split mit Procession, Sarlacc Productions)
- 2013: Stormcoven (Album, Cyclone Empire)
- 2025: The Silver Light (Album, Cold Knife)